# باشرباخ بای کیرن
باشرباخ بای کیرن (به آلمانی: Becherbach bei Kirn) یک شهر در آلمان است که در باد کرویتسناخ واقع شده‌است. باشرباخ بای کیرن ۴۳۰ نفر جمعیت دارد.